# Huracán Wilma
El huracán Wilma fue el vigésimo primer huracán de la temporada de huracanes del Atlántico de 2005 (que coincidió con el récord del océano Atlántico).
Wilma fue el cuarto huracán de categoría 5 de la temporada que batió el récord de las temporadas pasadas de 1960 y 1961. Es el huracán más intenso registrado del Atlántico y el décimo ciclón tropical más intenso registrado en todo el mundo (los otros 9 fueron tifones), con la presión más baja reportada en el hemisferio occidental, un récord que ostentaba el huracán Gilbert (con 888 hPa, Wilma alcanzó los 882 hPa), que también alcanzó a ser el huracán más intenso de la zona hasta entonces, récord que sería emulado por el huracán Patricia que alcanzó la más baja con 872 hPa en el Pacífico durante 2015. 
Además, Wilma fue el tercer huracán de categoría 5 registrado en octubre, mientras que los otros dos fueron el huracán Mitch de 1998, y el huracán Hattie de 1961. 
Wilma alcanzó tierra en más de una ocasión y provocó sus efectos más destructivos en la república mexicana en la península de Yucatán, Cuba y en la parte sur de la península estadounidense de la Florida. Hasta el momento están reportados 47 decesos relacionados con la tormenta y los daños se estiman entre 18 y 22 000 millones de dólares ($14,4 de estos solamente en Estados Unidos) que posicionan a Wilma entre los 10 huracanes más costosos del Atlántico y en el sexto lugar para Estados Unidos (detrás de Katrina, Sandy, Andrew, Charley e Iván).

## Historia meteorológica

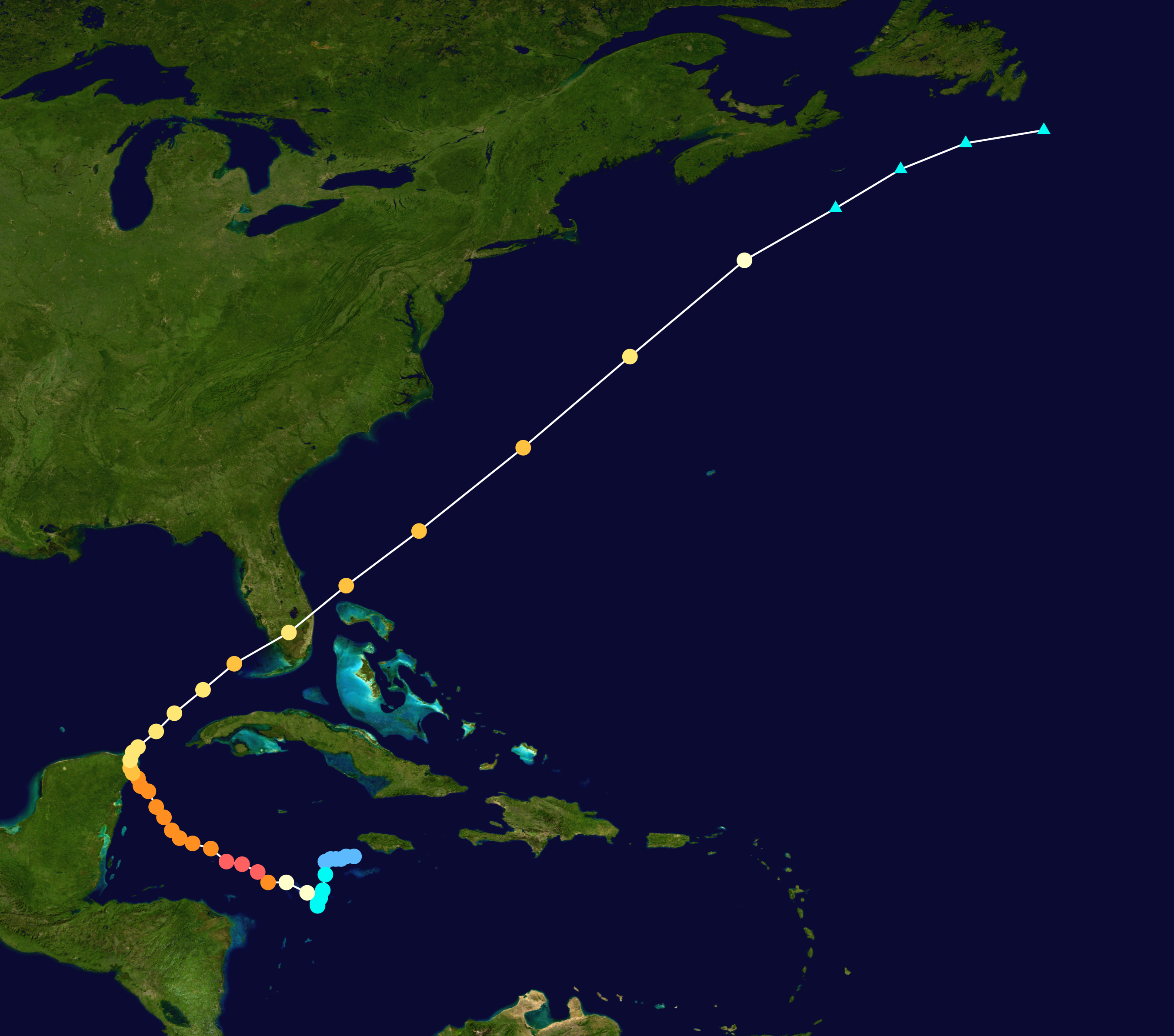
Trayectoria del Huracán Wilma.

La segunda semana de octubre de 2005, una gran y compleja zona de bajas presiones se desarrolló sobre el Atlántico oeste y el este del Caribe con varias zonas de tormenta eléctrica. Esta área de clima perturbado, al suroeste de Jamaica, se fue organizando lentamente hasta convertirse en una depresión tropical al cabo de 24 horas, el 15 de octubre.
Posteriormente, se convirtió en una fuerte tormenta tropical a las 5 EDT el 17 de octubre (0900 UTC). Wilma fue el primer huracán de la historia en recibir un nombre comenzando por "W" desde la denominación alfabética que comenzó en 1950 y empató el récord de más tormentas en una temporada que hasta ahora tenía la de 1933. El mecanismo de la tormenta consistió en un movimiento lento por las aguas cálidas que fue reforzándose continuamente hasta que se convirtió en un huracán el 18 de octubre. Este hecho le hizo el 12.º huracán de la temporada e igualó el récord establecido en la temporada de 1969.
El Wilma comenzó una rapidísima intensificación la tarde del día 18, aproximadamente hacia las 16 EDT (2000 UTC). Desde las 3:54 EDT (1954 UTC) del día 18 hasta las 2:11 EDT (0611 UTC) del día 19 se midió una caída en la presión de 78 hPa, desde 970 hPa hasta 892 hPa respectivamente, en un período de 10 horas. 25 horas después, a las 1:56 EDT (0556 UTC) hasta el 19 de octubre a las 2:11 EDT (0611 UTC), la presión cayó desde 982 hasta los 892 hPa, lo que significa una caída de 90 hPa. En este mismo periodo, Wilma se reforzó desde los 110 km/h de una tormenta tropical hasta llegar a ser un potente huracán de Categoría 5 con vientos que llegaban a los 280 km/h.
El 21 de octubre, Wilma tocó tierra en la península de Yucatán como un poderoso huracán categoría 4, con vientos por encima de las 250 km/h. El ojo del huracán pasó primero sobre la isla de Cozumel. antes de tener su primer contacto "oficial" sobre la península cerca de Playa del Carmen, en el estado de Quintana Roo. Algunas partes de Cozumel experimentaron la calma en el ojo de Wilma por varias horas, con cielos azules y algunos momentos soleados. Los daños en dicha isla fueron devastadores, lo mismo que toda la parte norte del Estado de Quintana Roo. El ojo se movió lentamente hacia el norte, pasando justo al estenoreste de Cancún. Diversas zonas de la península de Yucatán tuvieron vientos de huracán por más de 70 horas consecutivas, debido a que un frente frío no permitía que Wilma avanzara, así pues, estuvo 'estacionario' sobre Cancún, causando destrucción de proporciones épicas, sobre todo en la zona hotelera, localizada justo frente a las playas. 
Finalmente, con un recorrido de 6 km/h, lo cual prolongó el tiempo de este huracán dentro de Cancún, Wilma comenzó a acelerar en las primeras horas del 23 de octubre, abandonó la península por su extremo noreste y se internó en el golfo de México como un huracán de categoría 2.
| Huracanes más intensos del Océano Atlántico | Huracanes más intensos del Océano Atlántico | Huracanes más intensos del Océano Atlántico | Huracanes más intensos del Océano Atlántico | Huracanes más intensos del Océano Atlántico | Huracanes más intensos del Océano Atlántico |
| Rank                                        | Huracán                                     | Año                                         | Presión                                     | Presión                                     |                                             |
| Rank                                        | Huracán                                     | Año                                         | hPa                                         | inHg                                        |                                             |
| ------------------------------------------- | ------------------------------------------- | ------------------------------------------- | ------------------------------------------- | ------------------------------------------- | ------------------------------------------- |
| 1                                           | Wilma                                       | 2005                                        | 882                                         | 26.05                                       |                                             |
| 2                                           | Gilbert                                     | 1988                                        | 888                                         | 26.23                                       |                                             |
| 3                                           | "Día de Trabajo"                            | 1935                                        | 892                                         | 26.34                                       |                                             |
| 4                                           | Rita                                        | 2005                                        | 895                                         | 26.43                                       |                                             |
| 4                                           | Milton                                      | 2024                                        | 895                                         | 26.43                                       |                                             |
| 6                                           | Allen                                       | 1980                                        | 899                                         | 26.55                                       |                                             |
| 7                                           | Camille                                     | 1969                                        | 900                                         | 26.58                                       |                                             |
| 8                                           | Katrina                                     | 2005                                        | 902                                         | 26.64                                       |                                             |
| 9                                           | Mitch                                       | 1998                                        | 905                                         | 26.73                                       |                                             |
| 9                                           | Dean                                        | 2007                                        | 905                                         | 26.73                                       |                                             |
| Fuente: HURDAT                              |                                             |                                             |                                             |                                             |                                             |

La pared sudoriental del ojo del huracán pasó el área de Key West (en el sur de los Cayos de la Florida) en la mañana del 24 de octubre. Para entonces, el ojo de Wilma medía aproximadamente 56 km (35 millas) de diámetro. La parte norte del ojo cruzó al sur y centro del condado de Palm Beach, tras lo cual el sistema hizo un trayecto diagonal hacia la porción sur de la península de la Florida. Algunas ciudades de la zona sur de Florida, incluyendo Palm Beach, Fort Lauderdale y Miami, sufrieron severos destrozos como resultado de los vientos del huracán Wilma. 
El huracán Wilma volvió a intensificarse hasta alcanzar la categoría 3 antes de tocar tierra en Florida. El trayecto sobre la península debilitó ligeramente a la tormenta, que se internó en el océano Atlántico como un huracán categoría 2 aproximadamente seis horas después de tocar tierra.
Inesperadamente, Wilma logró volver a intensificarse sobre la corriente del Golfo y volvió a ser categoría 3 al norte de las islas Bahamas recuperando toda la fuerza que había perdido en las últimas 12 horas. Sin embargo, el 25 de octubre, debido a la baja temperatura del agua ahí (a causa del frente frío) el huracán comenzó a debilitarse gradualmente y se volvió extratropical más tarde. Esto sucedió el mismo día al sur de Nueva Escocia cuando aún conservaba intensidad de huracán y dejó sentir sus vientos secundarios sobre una gran área que abarcó los estados de Nueva York, Pensilvania, Nueva Jersey y la zona de Nueva Inglaterra en Estados Unidos y algunas partes de Canadá.

## Preparativos
Se avisó a la gente del sur, suroeste y los cayos de Florida sobre el paso del huracán, que efectivamente tocó tierra en el estado como huracán de categoría 3. Los planes de evacuación se cumplieron días antes de que el huracán tocara tierra, especialmente en la zona de los cayos de Florida.

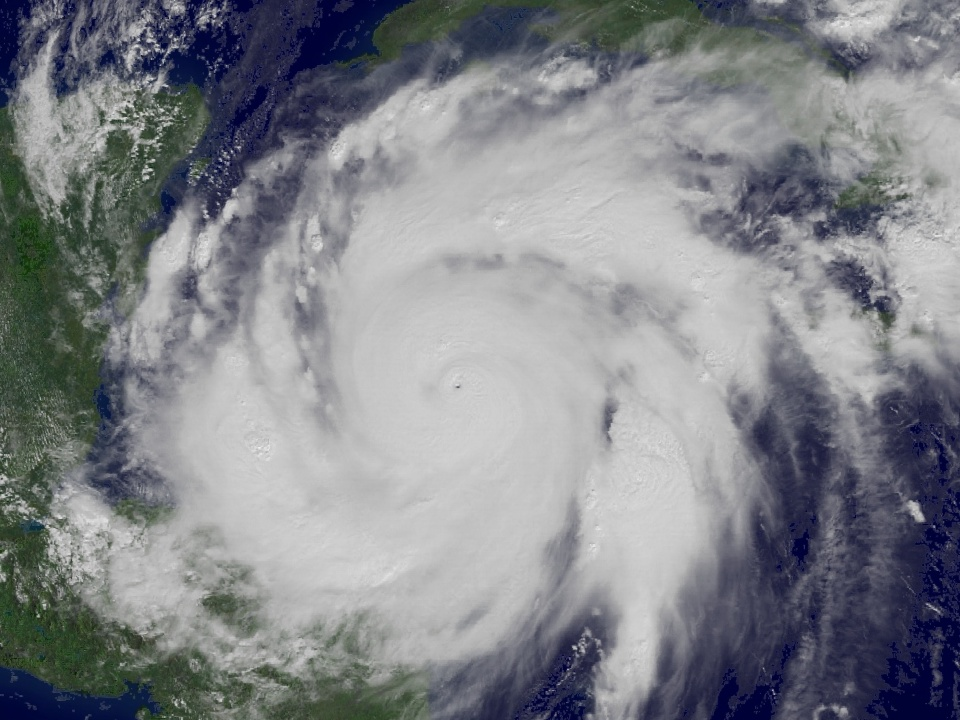
Huracán Wilma a las 11:55 AM, hora local (EDT) el 18 de octubre de 2005.

En Quintana Roo, oficiales del gobierno declararon la alerta roja la noche del 19 de octubre. Las clases se suspendieron en los municipios de la parte norte del estado y se advirtió a los residentes de las áreas costeras que buscaran refugio tierra adentro. Se recomendó a los turistas de la ciudad de Cancún y las islas circundantes regresar a sus lugares de origen o viajar hacia el interior de la península. En el estado vecino de Yucatán, se suspendieron las clases en 18 al 25, municipios costeros.
En Honduras, las organizaciones civiles ordenaron comenzar los preparativos. En Nicaragua el Comité Nacional de Emergencias fue activado.
En Cuba se evacuaron cuatro provincias occidentales previendo el embate del organismo. En Florida se ordenó la evacuación de todos los visitantes de los cayos en el Condado de Monroe.

## Impacto

### Víctimas mortales
| Región         | Muertes  | Muertes    | Daño (2005 USD) |
| Región         | Directas | Indirectas | Daño (2005 USD) |
| -------------- | -------- | ---------- | --------------- |
| Bahamas        | 1        | 0          | $100 mil        |
| Cuba           | 0        | 4          | $700 mil        |
| Haití          | 12       | 0          | $500 mil        |
| Jamaica        | 1        | 0          | $187 mil        |
| México         | 0        | 4          | $67.5 millones  |
| Estados Unidos | 5        | 31         | $20.6 millones  |
| Total          | 19       | 39         | $89.1 millones  |

Las primeras informaciones que llegaron fueron de los corrimientos de tierras en Haití, en los que murieron al menos 12 personas.

Una persona falleció en Jamaica el 16 de octubre, cuando la entonces depresión tropical golpeó la región por un tiempo muy prolongado, lo que provocó inundaciones y deslizamientos de lodo que bloquearon carreteras y dañaron viviendas. Casi 250 personas tuvieron que ser evacuadas a albergues de emergencia en la isla. 

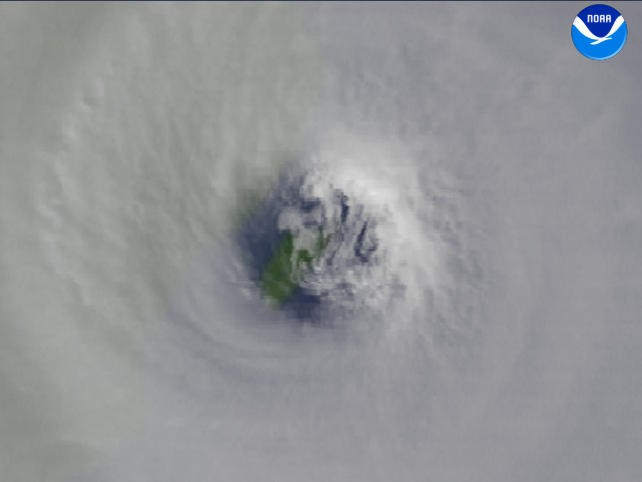
Imagen en la que se ve el ojo de Wilma sobre la isla de Cozumel, Quintana Roo, México.

Por lo menos ocho muertes fueron reportadas en México. Dos ocurrieron en Playa del Carmen, Q.R. debido a una explosión de gas provocada por los fuertes vientos. En Cozumel, Q.R. se reportaron cuatro decesos y en Cancún, Q.R. uno, provocado por una ventana destruida por el viento. Una persona murió en el Estado de Yucatán tras la caída de un árbol. Ninguna de estas muertes fue confirmada por fuentes oficiales.
En Cuba, un autobús que trasladaba personas evacuadas se accidentó, siniestro en el que murieron cuatro de sus ocupantes, tres de ellos turistas extranjeros.
Por lo menos 35 decesos relacionados con el huracán Wilma se han reportado en Estados Unidos, todos en el Estado de Florida. Un hombre en Coral Springs que inspeccionaba los daños durante el ojo del huracán murió por la caída de un árbol, según oficiales del condado de Broward. Otras tres muertes ocurrieron en los condados de Collier y Palm Beach provocadas por escombros y trozos de objetos destrozados arrojados por el viento. Además, se reportó un ahogamiento en el lago Maule al norte del condado de Miami-Dade tras el volcamiento de un bote. También se atribuyeron a Wilma al menos 26 muertes indirectas.
Las muertes directas se refieren a aquellas causadas por los efectos de los vientos, inundaciones, tornados, marejadas u otros efectos oceánicos de Wilma. Las indirectas son aquellas causadas por accidentes relacionados con el huracán (como accidentes automovilísticos, incendios u otros incidentes), las ocurridas durante la limpieza tras el paso del huracán, y las atribuibles a consecuencias del huracán sobre la salud de miembros de la comunidad afectada (intoxicaciones, enfermedades, etcétera).

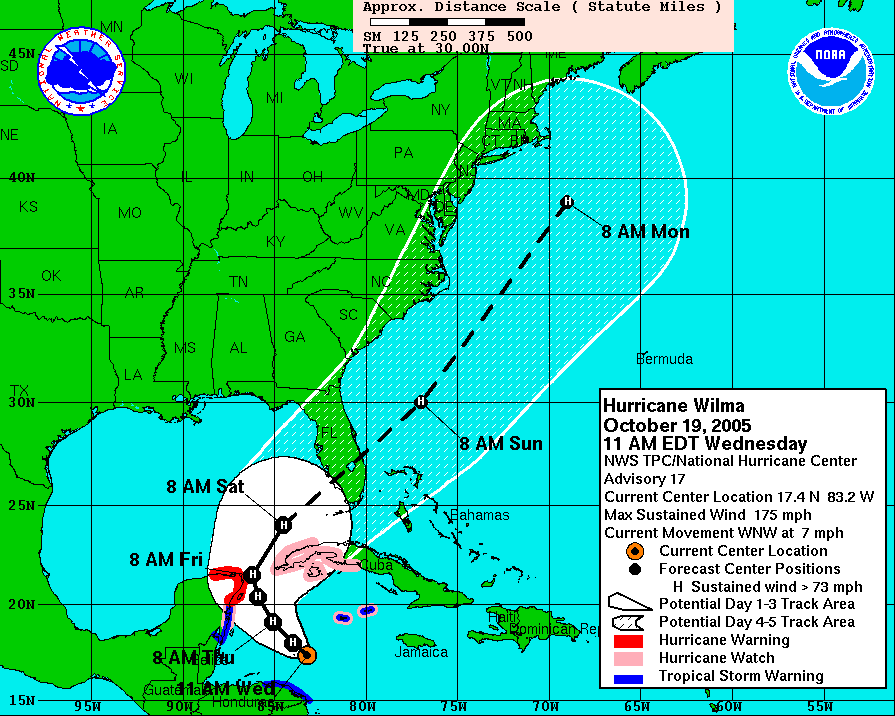
Trayectoria pronosticada del huracán Wilma el 19 de octubre.

### Impacto económico
El impacto económico del huracán Wilma fue uno de los mayores en la historia de México, por detrás del Huracán Pauline, y provocó unas pérdidas de 7.5 millones de dólares. 
Su reconstrucción ha significado un costo económico y temporal desmesurado. En México, por sectores, los más afectados fueron el turismo y la agricultura. Los daños de este último se cifraron en 4.6 millones de dólares. En cuanto al núcleo duro de la economía del área, el turismo, afectó a la franja conocida como "la zona hotelera", en la que se concentran los hoteles más lujosos de Cancún como el Hilton Cancun Golf & Spa Resort, Fiesta Americana Coral Beach, el JW Marriott, el Ritz Carlton, el Meliá, los Palace Resorts, etc. Acabada la tormenta de tres días, se iniciaron las tareas de reconstrucción y el gobierno de Vicente Fox envió significativas ayudas para el sector. Sin embargo, las consecuencias del desastre se alargaron hasta varios meses después, por la falta de afluencia del turismo nacional e internacional.

### Impacto social
En México, el gobierno procuró amparar a los trabajadores para que estos no perdieran sus empleos en el sector turístico. Una de las medidas adoptadas fue sancionar a aquellos patrones de la industria hotelera y restaurantera que redujeran su plantilla de trabajo. Sin embargo, el ingreso principal de los trabajadores de la industria turística son las comisiones y propinas, mismas que no se generaron durante los meses que se prolongó la reconstrucción y rehabilitación de la Zona Hotelera.

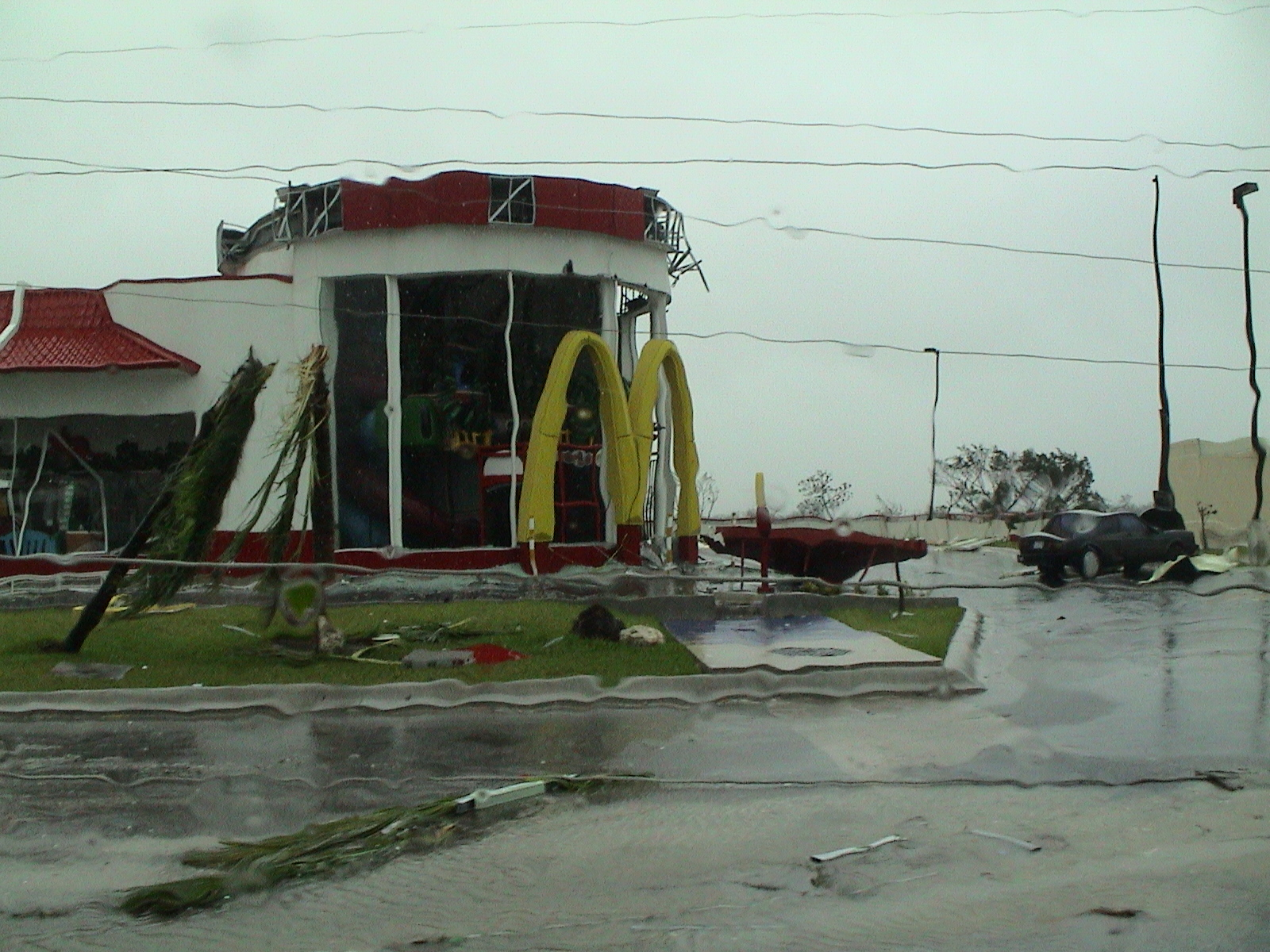
Daños del huracán Wilma en Cancún, México.

En las semanas posteriores al paso del huracán presentaron algunas carencias, sobre todo en las comunicaciones electrónicas, mismas que fueron recuperadas en poco tiempo. A excepción de la telefonía tradicional, las ciudades afectadas quedaron parcialmente incomunicadas por un par de días. En algunas zonas de la Ciudad de Cancún el agua corriente tardó tres días en volver a los hogares. La luz eléctrica fue sustituida por linternas y velas durante algunos días en algunos sectores. 
A cualquier hora del día y de la noche se podían ver grupos de trabajadores del Estado, Ejército Mexicano y miembros de la sociedad limpiando las calles, restableciendo los servicios públicos (principalmente el sustituir las decenas de torres de electricidad que quedaron dobladas por la mitad para re establecer la energía eléctrica en los sectores afectados. 
Aprovechando el desorden, decenas de supermercados fueron desvalijados. Los asaltantes robaron desde productos de primera necesidad hasta artículos de lujo como motos de agua, televisiones de plasma, etcétera.
El nombre de "Wilma" fue retirado en la primavera de 2006 y fue sustituido por "Whitney" para la temporada de huracanes del Atlántico de 2011.